# Cassure de Kraft
En astronomie, la cassure de Kraft fait référence à la diminution brutale du taux de rotation moyen des étoiles à une température de surface d'environ 6 200 kelvins. Cette « cassure » a été notée pour la première fois par l'astronome Robert Kraft.
Cette rupture semble séparer les étoiles avec des enveloppes convectives profondes et des dynamos magnétiques efficaces de celles sans. On pense que les dynamos maintiennent des champs magnétiques qui transfèrent du moment cinétique au vent stellaire, ralentissant ainsi la surface de l'étoile par freinage magnétique. Dans les étoiles plus chaudes, le processus est moins efficace car les enveloppes convectives sont peu profondes, donc les étoiles continuent à tourner rapidement.